# Nirmala Rambocus
Nirmala Rambocus (Nickerie, 2 september 1950) is een Nederlands politicus van Surinaamse afkomst.
Rambocus werd geboren in Nickerie in een hindoestaans gezin. Begin jaren tachtig was zij hoofd van het bureau van de medische faculteit van de Universiteit van Suriname. Nadat op 8  december 1982 door het regime-Bouterse vijftien politieke tegenstanders onder wie Rambocus' broer Soerinder waren omgebracht, een gebeurtenis die bekendstaat als de Decembermoorden, werden de lijken naar het mortuarium van het Academisch Ziekenhuis van Suriname gebracht. Rambocus zag daar dertien van de vijftien lichamen.
Korte tijd later emigreerde ze naar Nederland. Ze studeerde van 1983 tot en met 1990 juridische bestuurswetenschappen aan de Universiteit Utrecht, en werd in 1983 beleidsmedewerker bij de Gemeentepolitie Utrecht, en werd in 1991 docent commerciële vormgeving en organisatie.
Ze was een van de sprekers in 1993 bij de onthulling van het Monument ter nagedachtenis aan slachtoffers van schending van mensenrechten vanaf 25 februari 1980 in Paramaribo en riep op om de Decembermoorden (1982) te onderzoeken en de daders te berechten.
Ze werd Utrechts statenlid voor het CDA. Van 23 mei 2002 tot 30 november 2006 was ze lid van de Tweede Kamerfractie van het CDA. Daar zat ze onder meer in de Tijdelijke Commissie Onderzoek Integratiebeleid, de commissie-Blok.
Rambocus werd in 1993 onderscheiden met de Bronzen Stier van Stichting Damsko, en werd in 2000 Ridder in de Orde van Oranje-Nassau. Ze is ongehuwd.
- Parlement.com: vg9fgopy8pxy